# Siège de Toma
Première Guerre mondiale
Batailles
Campagne de Nouvelle-Guinée (1914)
Le Siège de Toma a lieu au cours de la campagne de Nouvelle-Guinée, une campagne militaire menée par l'Australie contre la colonie allemande de Nouvelle-Guinée au début de la Première Guerre mondiale. 

## Contexte
Après leur défaite à la bataille de Bita Paka le 11 septembre 1914, les forces allemandes restantes se sont retirées à 31 km au sud, en suivant la côte, vers Toma, croyant qu'elles auraient le temps de se regrouper avant l'arrivée des Australiens, et de contrattaquer. Cependant, à l'insu des Allemands, un groupe avancé de 200 Australiens les avait suivis de Bita Paka et a encerclé la ville, comptant bien la bombarder avec une pièce d'artillerie de 12 livres. 

## Déroulement
Le croiseur lourd HMAS Encounter arrivé sur les lieux, tire plusieurs obus sur une crête à proximité de la ville. Le gouverneur allemand, Eduard Haber, savait que sa petite force finirait par se rendre mais a continué à tenir pendant plusieurs jours en espérant que l'escadron allemand d'Asie de l'Est arriverait pour les soulager. Néanmoins, la démonstration de la puissance de feu australienne était suffisante pour entamer des négociations, forçant Haber à se rendre compte que ses espoirs étaient vains. Les Allemands ont par la suite conclu des conditions favorables avec les Australiens, abandonnant la colonie et mettant fin au siège.

## Conséquences
Les conditions de la reddition ont été signées le 17 septembre 1914 et toute résistance militaire a cessé, mais les 40 soldats allemands restants et les 110 soldats coloniaux indigènes ne se rendent que le 21 septembre. Le gouverneur Haber a été autorisé à retourner en Allemagne tandis que les civils allemands pouvaient rester aussi longtemps qu'ils prêtaient serment de neutralité. Ceux qui ont refusé ont été transportés en Australie d'où ils pouvaient librement retourner en Allemagne.